# VK Iskra Odinzowo
Der VK Iskra Odinzowo (russisch волейбольный клуб Искра) ist ein russischer Männer-Volleyballverein aus Odinzowo in der Oblast Moskau.
Von 2007 bis 2012 spielte der deutsche Nationalspieler Jochen Schöps in Odinzowo.

## Erfolge
- Sowjetischer Pokalsieger 1986, 1987
- GUS-Vizemeister 1992
- Russischer Pokalsieger 2002
- Volleyball-Superliga
  - Zweiter: 1994, 2003, 2008, 2009
  - Dritter: 1999, 2000 2001, 2006, 2007, 2012

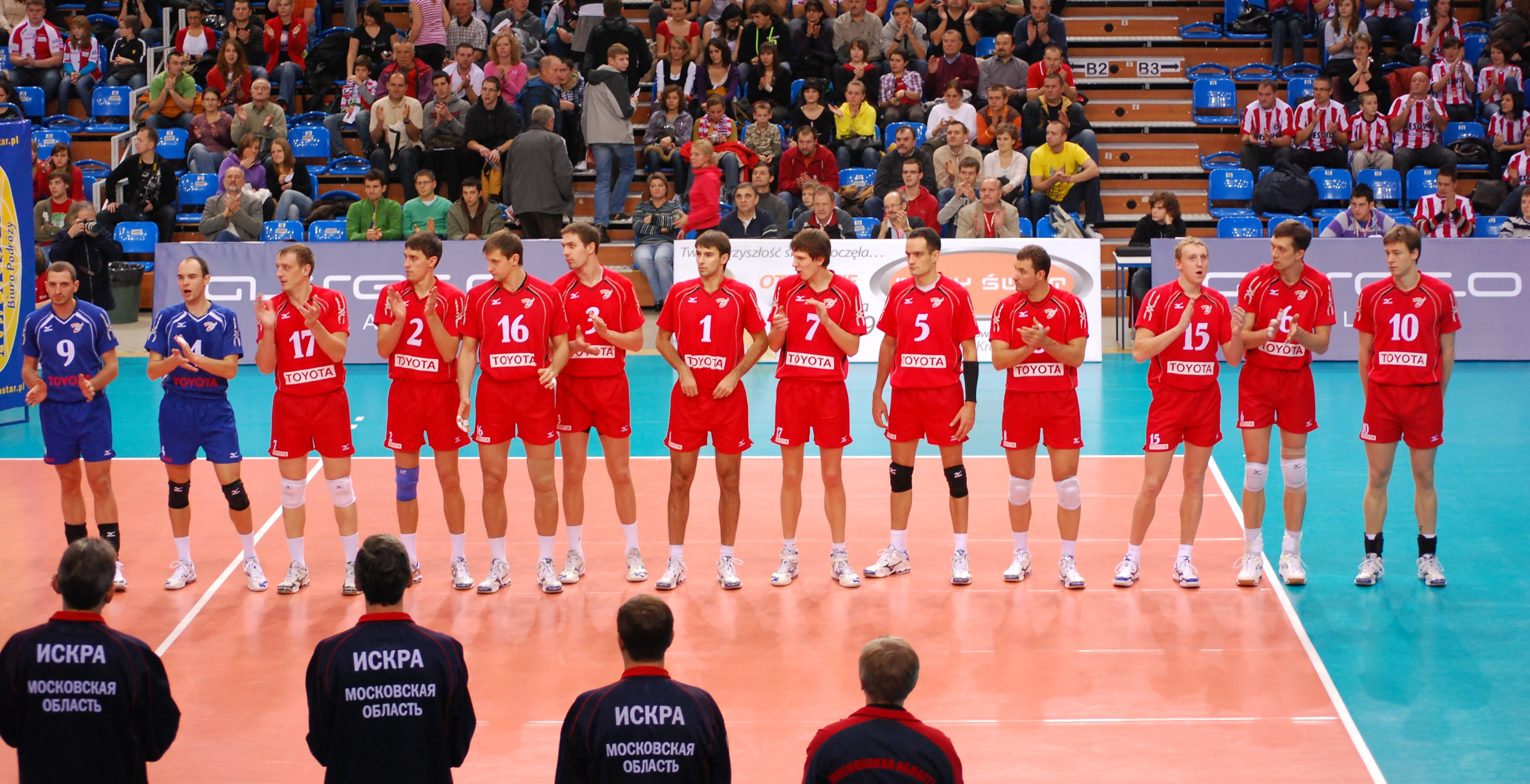
Spieler des Klubs 2009

- Volleyball Champions League
  - Zweiter: 2004
  - Dritter: 2009
- Finalist des CEV-Pokals 2005/06
- Finalist des CEV-Pokals 2009/10